# Orangekehlelfe

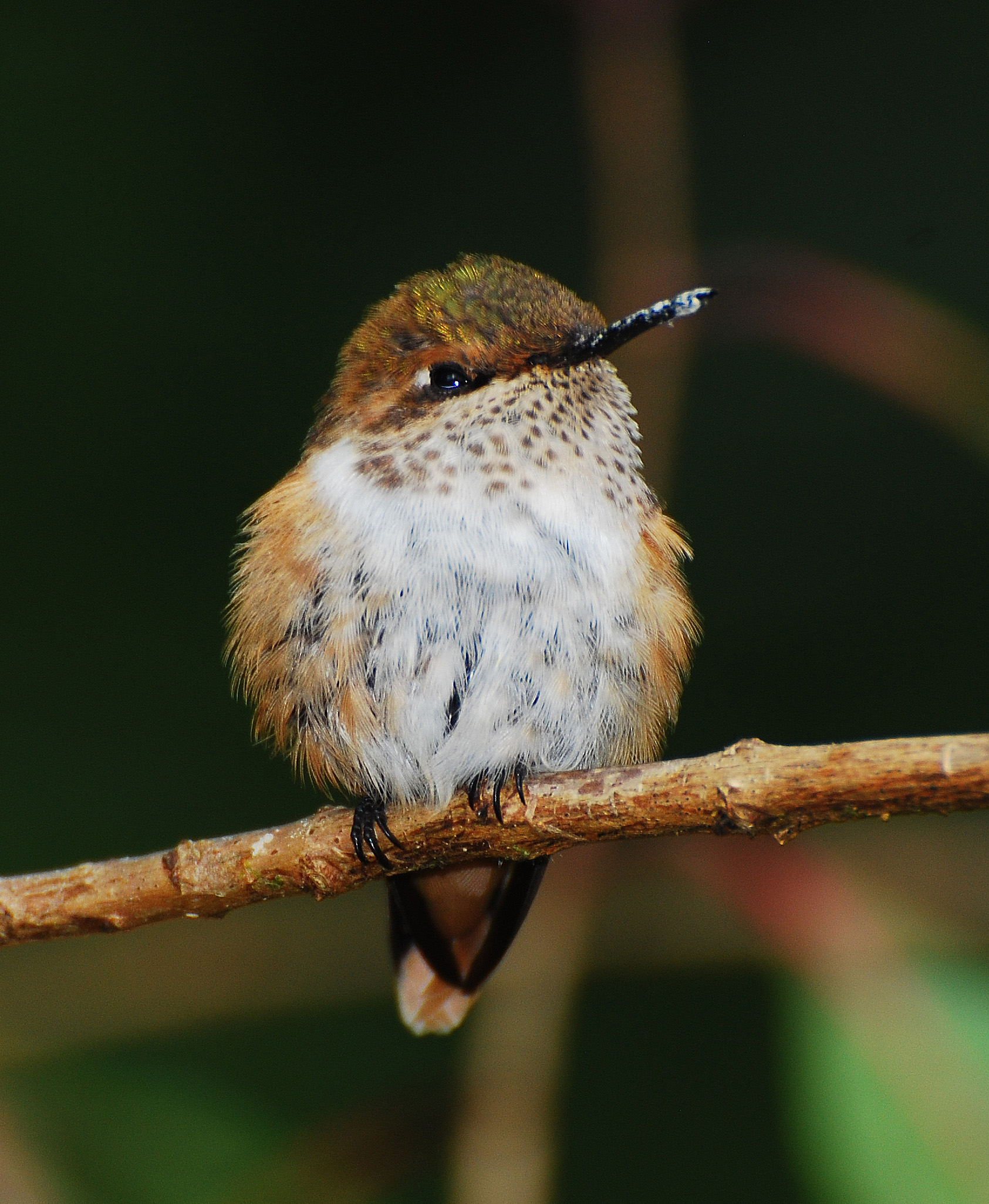
Orangekehlelfe (Weibchen)

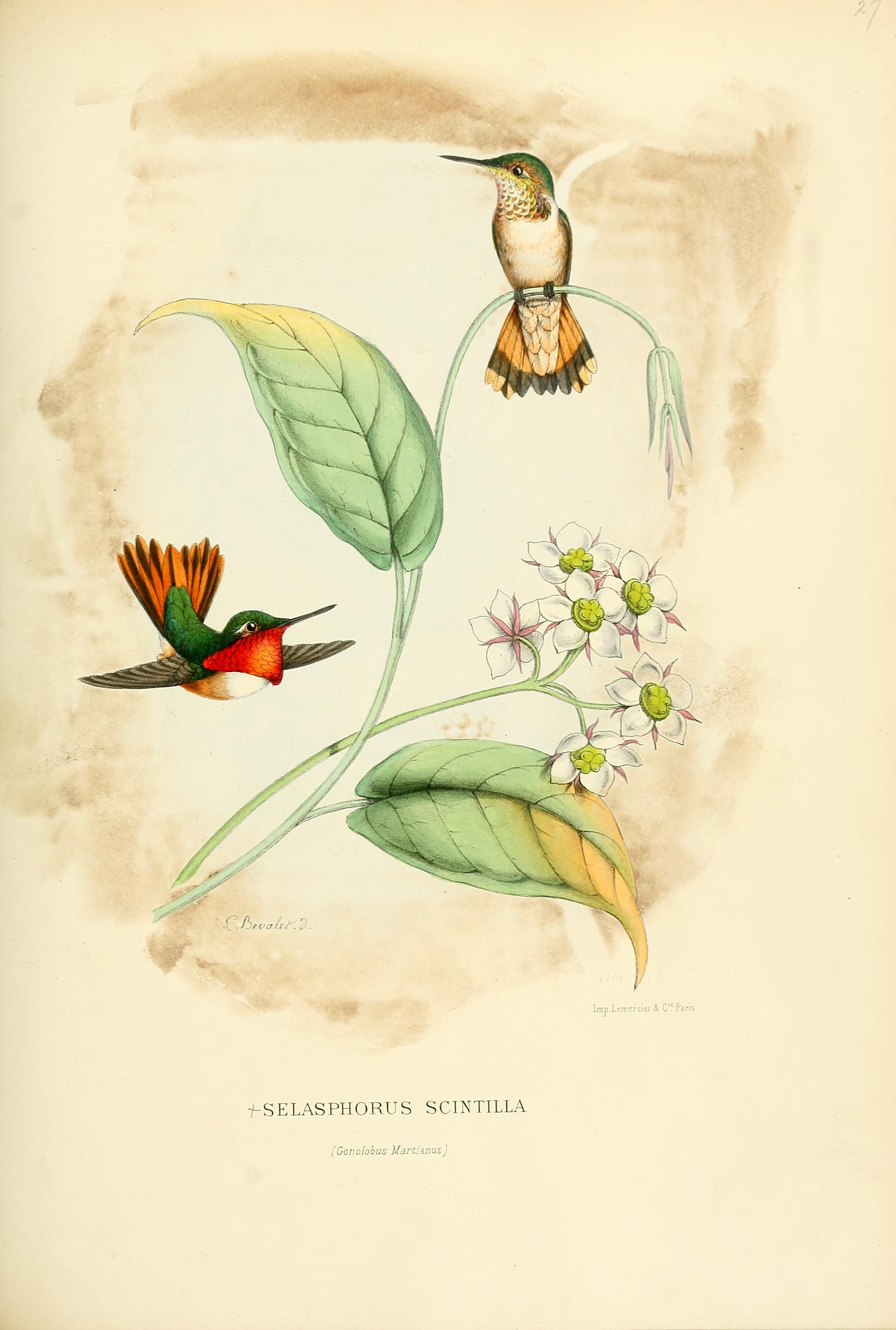
Orangekehlelfen-Paar, Weibchen oben
(Historische Illustration von Louis Victor Bevalet, 1876)

Die Orangekehlelfe (Selasphorus scintilla), auch Flämmchenkolibri genannt, ist eine Vogelart aus der Familie der Kolibris (Trochilidae), die in Costa Rica und Panama verbreitet ist. Der Bestand wird von der IUCN als „nicht gefährdet“ (least concern) eingeschätzt.

## Merkmale
Die Orangekehlelfe ist die kleinste Kolibriart Costa Ricas, sie erreicht eine Körperlänge zwischen 6,5 und 8,0 Zentimetern und wird 2,0 bis 2,3 Gramm schwer. Sie hat einen schwarzen geraden Schnabel und schwarze Füße. Die Männchen sind etwas kleiner und leichter als die Weibchen. Das Gefieder der Männchen ist im Bereich der Kehle orange schimmernd. Die Vorderbrust weist eine weißgraue Färbung auf. Der Rücken ist grünlich und die Schwanzoberseite grünlich und orange gefärbt. Die Weibchen sind deutlich weniger bunt. Sie besitzen eine weiße Kehle und an der Kopfunterseite eine weiße Färbung mit schwarzen Punkten. Jungvögel ähneln in der Gefiederfärbung den Weibchen. Die Art kann am ehesten mit der Vulkanelfe (Selasphorus flammula) verwechselt werden.

## Verbreitung

Verbreitung der Orangekehlelfe

Die Art lebt in den Bergen Costa Ricas und im westlichen Panama in einer Höhe von 900 bis 2500 m und bewohnt buschige Waldränder, Kaffeeplantagen und Gärten.

## Nahrung

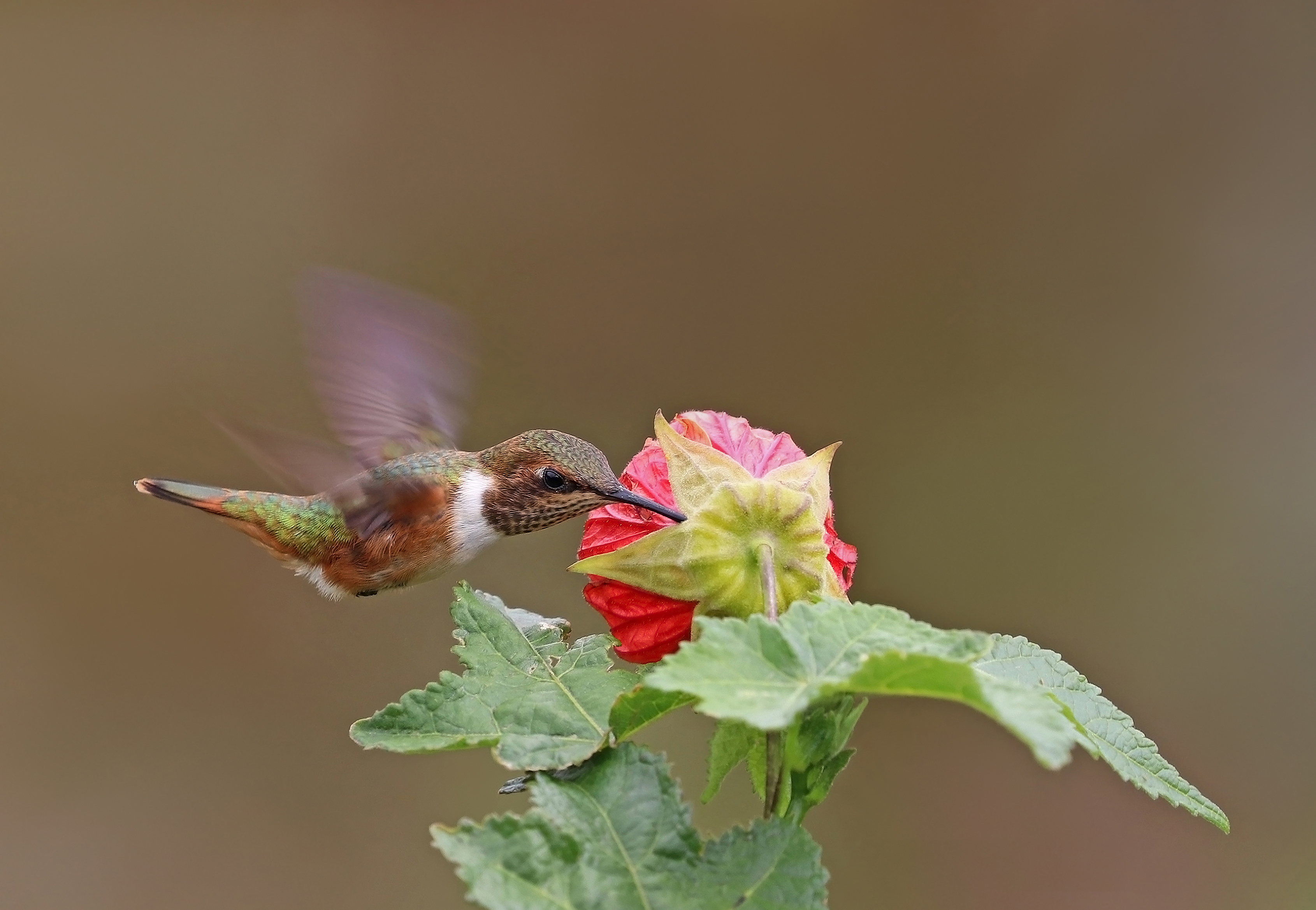
Orangekehlelfe (Weibchen bei der Nahrungsaufnahme)

Die Nahrung der Orangekehlelfe besteht hauptsächlich aus Blütennektar und Pollen. Der Nektar wird im Schwebeflug aus den Blüten aufgenommen. Zudem fressen die Kolibris Insekten, was eine ausreichende Versorgung mit Eiweiß sicherstellt.

## Fortpflanzung
Die Weibchen bauen nach der Begattung ein Nest, das aus Spinnweben, Pflanzenwolle, Flechten und Moos angefertigt wird. Das Nest wird in einem Busch oder einem Baum versteckt gebaut. Das Weibchen legt gewöhnlich zwei weiße Eier in der Zeit von September bis Februar.

## Gefährdung
Die natürlichen Feinde der Orangekehlelfen sind Schlangen, Katzen und Greifvögel. Der Gesamtbestand dieser Art wird derzeit nicht als bedroht angesehen. In der Roten Liste der Weltnaturschutzunion wird die Orangekehlelfe daher in der Kategorie „LC“ (least concern – nicht gefährdet) geführt.

## Etymologie und Forschungsgeschichte
John Gould beschrieb die Orangekehlelfe unter dem Namen Trochilus (Selasphorus) scintilla. Als Fundort nannte er den Volcán de Chiriqui. Obwohl auf der Ausgabe der Zeitschrift das Jahr 1850 steht, erschien diese erst im Jahr 1851. Erst später wurde die Art der Gattung Selasphorus zugeordnet. Dieser Begriff leitet sich von den griechischen Wörtern σέλας sélas für „Glanz, Licht, Flamme“ und -φόρος, φέρω -phorós, phérō für „tragend, tragen“ ab. Das Artepitheton scintilla ist das lateinische Wort für „Funke“.